# Xiphophorus alvarezi
Xiphophorus alvarezi és una espècie de peix de la família dels pecílids i de l'ordre dels ciprinodontiformes.

## Morfologia
Les femelles poden assolir els 7,5 cm de longitud total.

## Distribució geogràfica
Es troba a Amèrica: Mèxic (Chiapas) i Guatemala.